# Soldatenspiele
Die Bezeichnung Soldatenspiele umfasst nach der Systematik der Spielwissenschaft eine Gruppe von Spielformen der Kategorie Rollenspiel.  Sie stehen in einer Reihe mit anderen Berufe imitierenden Spielen wie den Lehrerspielen, Doktorspielen, Pfarrerspielen oder Elternspielen. Soldatenspiele können mit historischen Figuren als sogenannte Tisch- oder Tableauspiele,  aber auch in personeller Besetzung arrangiert werden.

## Begriff und Geschichte
Wie der Begriff schon aussagt, steht bei den Soldatenspielen die Figur des Soldaten im Mittelpunkt des Interesses und Geschehens. Es faszinieren die prachtvollen Uniformen, Dienstgrade, Orden und Abzeichen der verschiedenen Zeiten und Armeen, die Umzüge und Aufmärsche. Museen und Privatleute sammeln seit mehr als einem Jahrhundert die zum Teil detailliert ausgearbeiteten, künstlerisch und historisch wertvollen Figuren der preußischen, russischen, österreichischen, französischen oder italienischen Soldaten. Beim Erwerb und auf den Tauschbörsen wird hoher Wert auf größtmögliche Vollständigkeit der einzelnen Kontingente, etwa auch von Kolonialsoldaten oder chinesischen Kaiserheeren, gelegt.

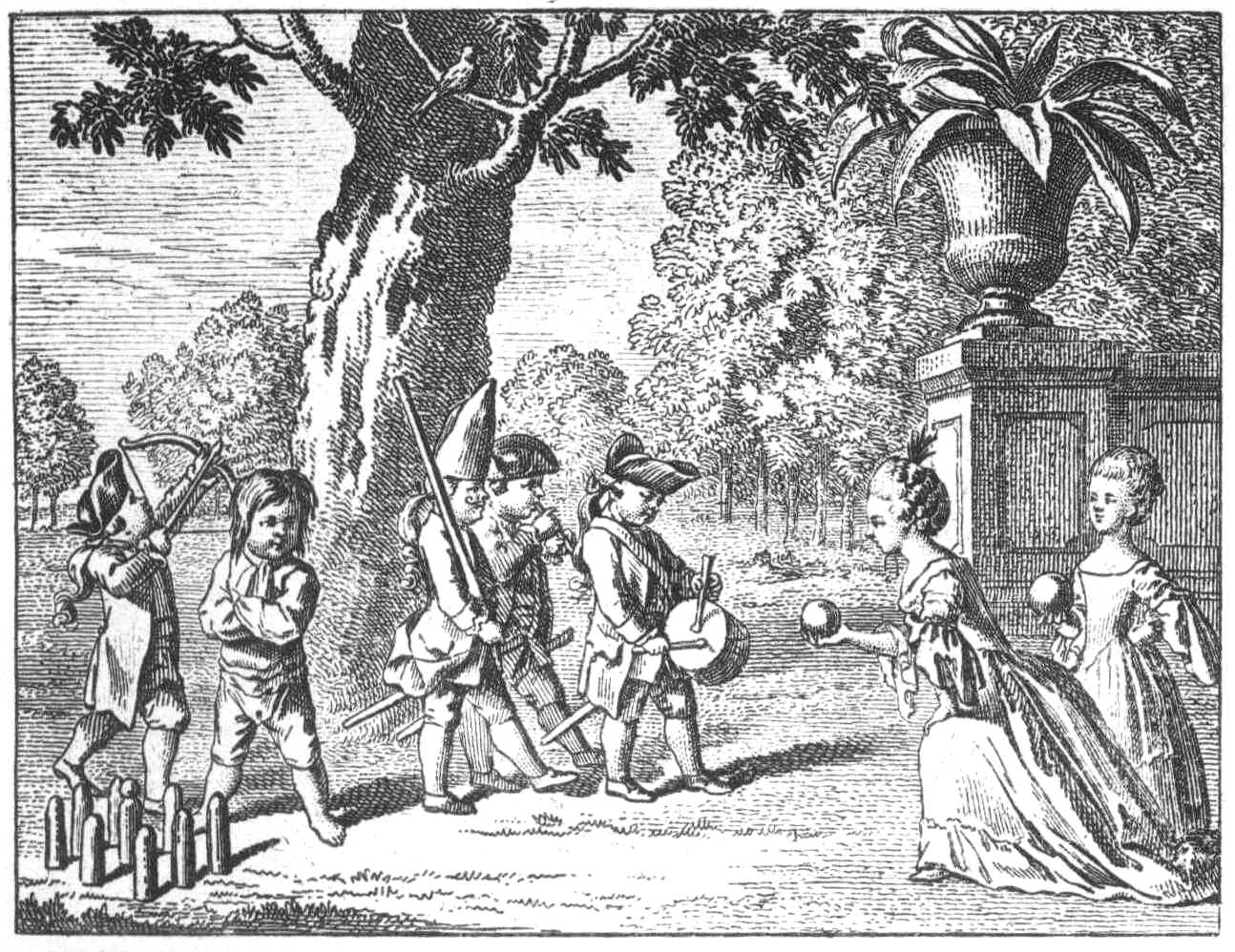
Kinder beim Soldatenspiel, Kupfertafel von Daniel Chodowiecki 1774

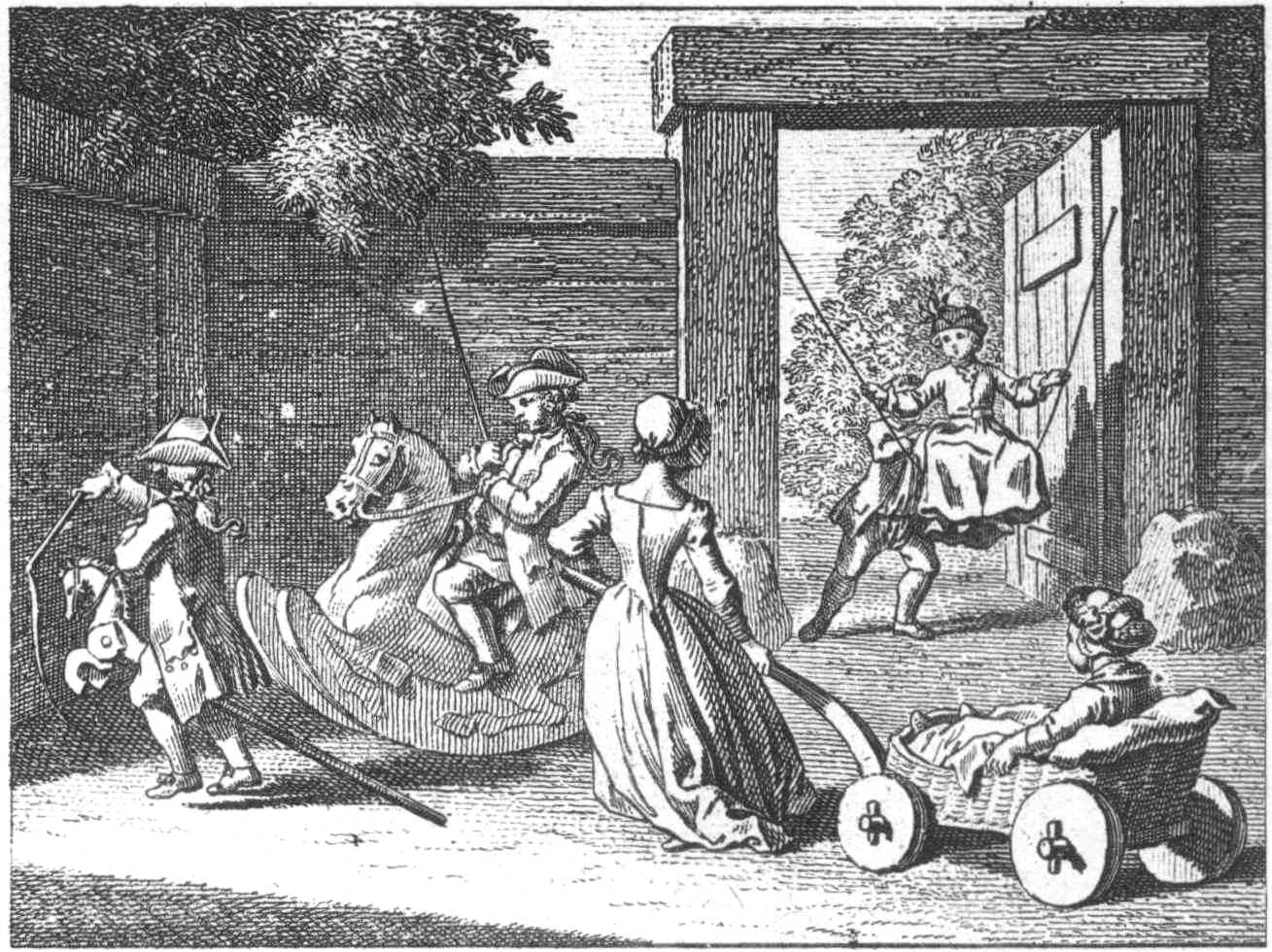
Reiter auf dem Schaukelpferde. Kupferstich von Daniel Chodowiecki

Soldatenspiele sind Jahrhunderte alt. Der Philanthrop Johann Bernhard Basedow (1724–1790)  erwähnt sie bereits in seinem „Elementarwerk“ und praktizierte sie in dem von ihm gegründeten Philanthropinum in Dessau, was den Künstler Daniel Chodowiecki zur Visualisierung auf verschiedenen Kupfertafeln inspirierte. Zinnsoldaten als Spielzeug waren noch bis zum Ende des Zweiten Weltkriegs in den Kinderzimmern vor allem der Buben hoch beliebt. Generationen von Familien sangen unbefangen mit ihren Kindern unter dem Weihnachtsbaum das 1835 von Hoffmann von Fallersleben verfasste Lied:
Morgen kommt der Weihnachtsmann,

kommt mit seinen Gaben.

Trommel, Pfeifen und Gewehr,

Fahn’ und Säbel und noch mehr,

ja ein ganzes Kriegesheer

möchte’ ich gerne haben.

'Bring’ uns, lieber Weihnachtsmann,

Bring’ auch morgen, bringe

Musketier und Grenadier,

Zottelbär und Panthertier,

Roß und Esel, Schaf und Stier,

Lauter schöne Dinge.
Erst mit dem Aufkommen der Friedensbewegung gerieten militärisches Kriegsspielzeug und Soldatenspiele zunehmend in den Verdacht, eine militaristische Gesinnung zu fördern. Heute hat sich die Diskussion nach der langen Phase der euphorischen Begeisterung und einer Phase des durch Kriegserlebnisse erwachten Widerstands versachlicht und ist in eine Phase der nüchternen, spielwissenschaftlich fundierten Betrachtungsweise eingetreten, die -weniger ideologisch und dogmatisch orientiert-, dem eigentlichen Spielcharakter mehr gerecht wird.

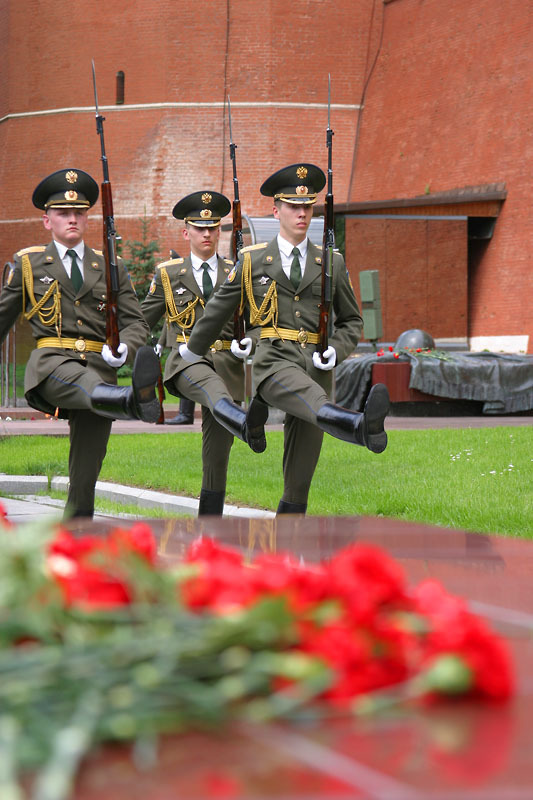
Paradeschritt Ehrengarde Moskau

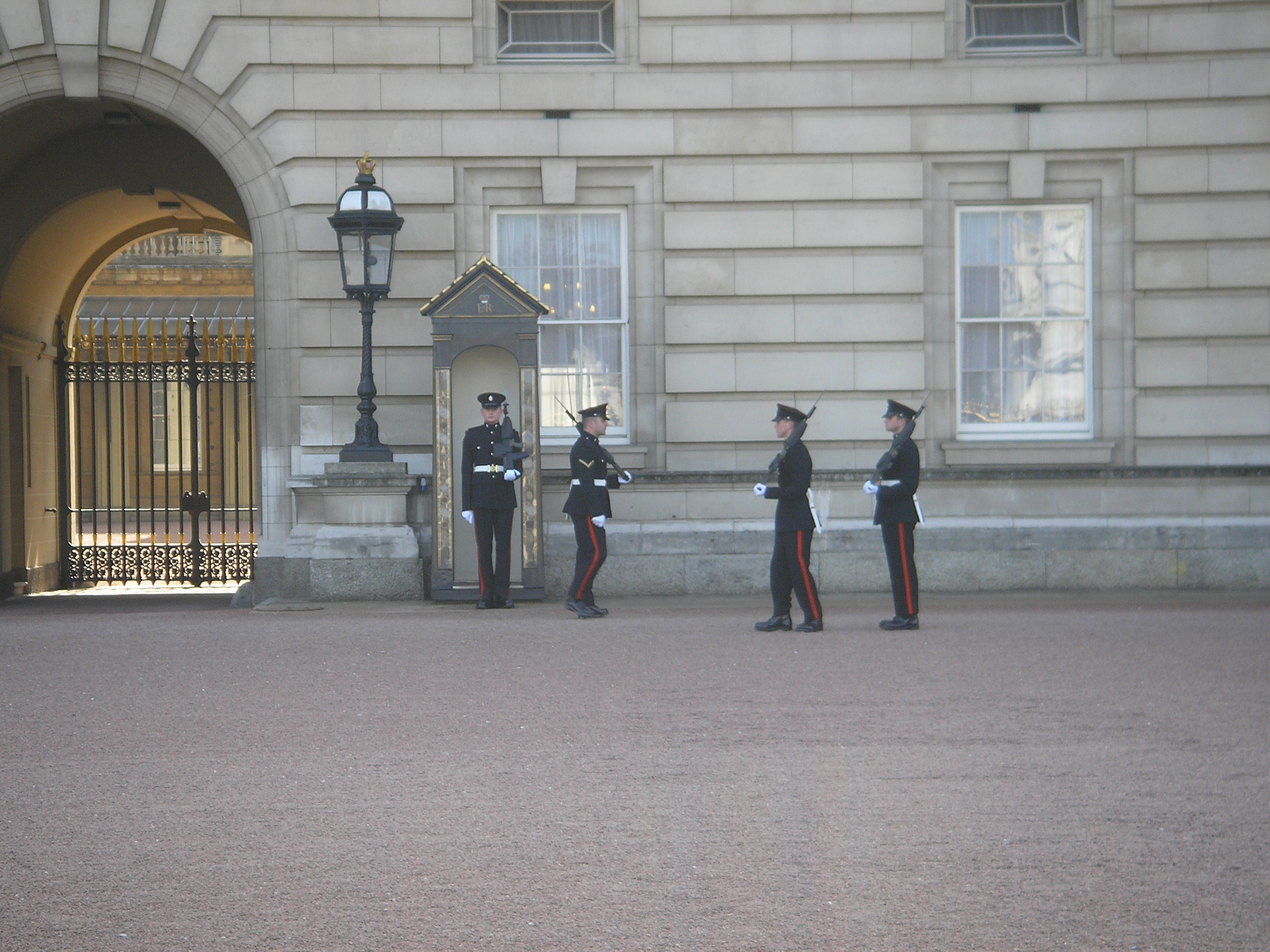
Wachwechsel Buckingham Palace London

Beim personellen Soldatenspielen schlüpfen vor allem Kinder selbst in die Rolle von Soldaten. Aus naheliegenden Gründen finden sich Soldatenspiele vermehrt zu Kriegszeiten, in denen der Berufsstand eine herausragende Rolle spielt und in Gebieten, in denen das Militär im Straßenbild besonders präsent ist und damit die Aufmerksamkeit und Nachahmelust der Kinder beflügelt.

## Soldatenspiele und Kriegsspiele
Soldatenspiele sind nicht mit Kriegsspielen gleichzusetzen, obwohl Überschneidungen in der Spielwirklichkeit naheliegend und häufig sind: Während bei den Soldatenspielen begriffsgemäß die Figur des Soldaten im Vordergrund steht, ist es bei den Kriegsspielen das symbolisch nachvollzogene Ereignis des Krieges. Soldatenspiele sind, z. B. als Wachablösungs-, Paradier- oder Formationsspiele, auch ohne nachgespielte Kriegshandlungen möglich und werden in dieser Form häufig praktiziert.

## Soldatenspiele als Tischspiele

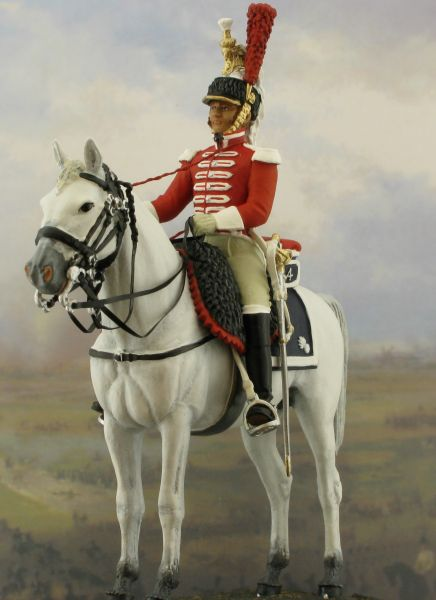
Trompeter aus Napoleons Kavallerie 1809. Zinnsoldat

Bei den sogenannten Tisch- oder Tableauspielen werden Soldaten zum Spielzeug. Das am meisten genutzte Werkmaterial ist Zinn. Die detailgetreu gegossenen und bemalten Zinnsoldaten lassen sich rangmäßig aufstellen, in Formationen eingliedern, im Gelände positionieren und in zahlreichen Aktionen ins Spiel bringen. Man kann die Soldaten eine bedeutende Fracht eskortieren, Befehle geben und ausführen, über eine Zugbrücke in eine Burg einmarschieren, Wachablösung spielen, sich als Musikcorps bewundern oder eine Parade abhalten lassen. Dabei bildet die Freude an den historisch getreuen Nachbildungen der Soldaten das wesentliche Spielmotiv.

## Soldatenspiele als Paradierspiele
Der Dichter Detlev von Liliencron beschreibt in seinem Gedicht Die Musik kommt aus dem Jahr 1883 detailreich einen militärischen Musikzug mit Becken, Zimbeln, Trommeln, Pauken und Trompeten, die farbenfrohen Uniformen und imposanten Dienstgradzeichen der Soldaten sowie die entsprechende Wirkung auf die Zuschauer. Die eindrucksvolle lyrische Darstellung bildet sich auch im Repertoire der Sammler ab. Das Gedicht findet sich zudem in den wichtigsten Gedichtbänden und wird bis heute im Deutschunterricht der gymnasialen Unterstufe behandelt.
Ähnlich der mehr als 250 Jahre alten Darstellung einer Szene aus dem Dessauer Philanthropinum von Daniel Chodowiecki genügen Kindern von heute meist Fantasieuniformen und eine Fantasieausrüstung, um eine beobachtete, ihnen imponierende Wachablösung, den Paradeschritt und das Melden der Wachsoldaten nachzustellen. Dabei kann ein über die Schulter gelegter Stock das Gewehr repräsentieren. Ein Kochtopf dient als Trommelkörper. Es werden Haltungen und Praktiken nachgeahmt von Fußsoldaten und Reitern. Aber auch Lagerfeuerwachen, Patrouillengänge, Überfälle, Fahnenklau gehören bei den Spielen in Zeltlagern und den Geländeabenteuern auch heute zum Repertoire der Kinder und Jugendlichen.

## Beurteilung
Spielexperten warnen davor, Soldatenspiele voreilig zu verurteilen, das Wort „Soldat“ etwa automatisch mit „Krieg“ in Verbindung zu bringen:
Unreflektierte Vorurteile werden dem Charakter der Spielformen sowie den Intentionen der Spielesammler und Spieler nicht gerecht. Um zu einer sachgerechten Einschätzung kommen zu können, bedarf es vor allem eines fundierten Wissens um das Wesen des Spiels, seiner Handlungssymbolik und einer reflektierten Auseinandersetzung mit den Phänomenen  „Realität“ und „Als-ob-Geschehen“, wie es für das Spiel grundsätzlich charakteristisch ist.

## Weblink
- Trompeter aus Napoleons Kavallerie. 1809. Zinnsoldat